# Comuna de Stęszew
Stęszew (polaco: Gmina Stęszew) é uma gminy (comuna) na Polónia, na voivodia de Grande Polónia e no condado de Poznański.
De acordo com os censos de 2004, a comuna tem 13 745 habitantes, com uma densidade 78,4 hab/km².

## Área
Estende-se por uma área de 175,22 km², incluindo:
- área agricola: 71%
- área florestal: 17%

## Demografia
Dados de 30 de Junho 2004:
|                      | Total   | Total | Mulheres | Mulheres | Homens  | Homens |
| -------------------- | ------- | ----- | -------- | -------- | ------- | ------ |
|                      | pessoas | %     | pessoas  | %        | pessoas | %      |
| População            | 13 745  | 100   | 6964     | 50,7     | 6781    | 49,3   |
| Densidade (pop./km²) | 78,4    | 100   | 39,7     | 39,7     | 38,7    | 38,7   |

De acordo com dados de 2002, o rendimento médio per capita ascendia a 1383,94 zł.

## Comunas vizinhas
- Buk, Czempiń, Dopiewo, Granowo, Kamieniec, Komorniki, Kościan, Mosina